# Mariana (Brésil)
Mariana est la plus vieille ville de l'État du Minas Gerais au Brésil. Elle est située à 110 km au sud-est de Belo Horizonte et comptait 54 219 habitants en 2010.
Elle a été créée le 16 juillet 1696, à une époque où la région attirait de nombreux orpailleurs. L'économie de la ville est principalement minière, cette industrie représentant 80 % de son produit intérieur brut en 2011. Elle fait partie du quadrilatère ferrifère, qui assure 60 % de la production en minerai de fer du Brésil. Avec de nombreux bâtiments baroques, elle développe aussi une activité touristique.

## Rupture de barrages de Bento Rodrigues
Le 5 novembre 2015, la rupture de deux barrages en remblai a causé une gigantesque coulée de boue toxique, résidu de l'industrie minière, qui a dévasté le village de Bento Rodrigues et contaminé toute la région.

## Galerie

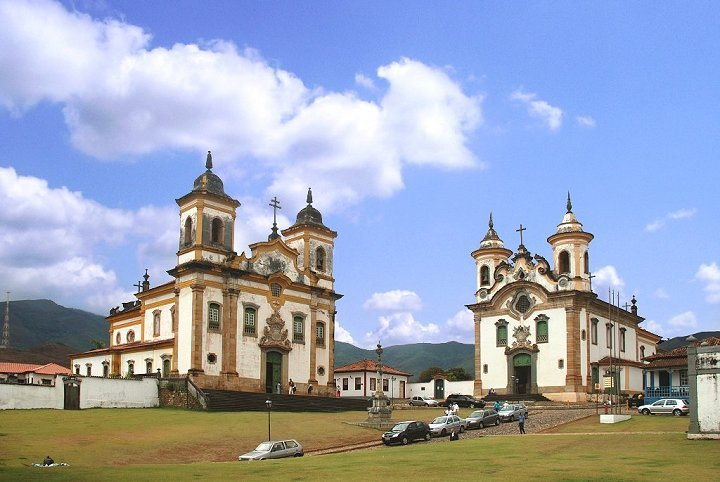
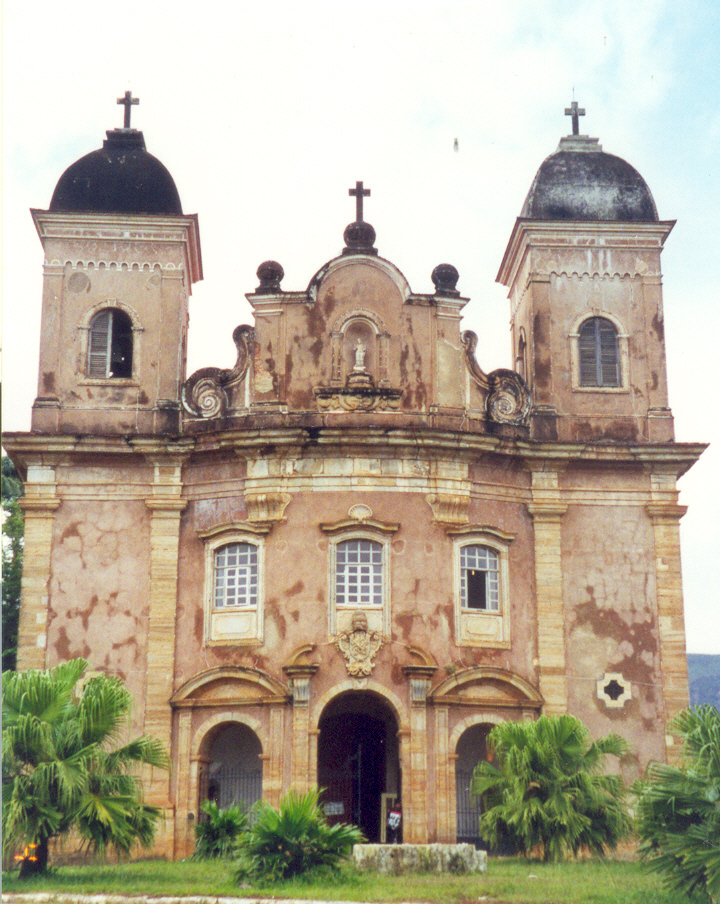
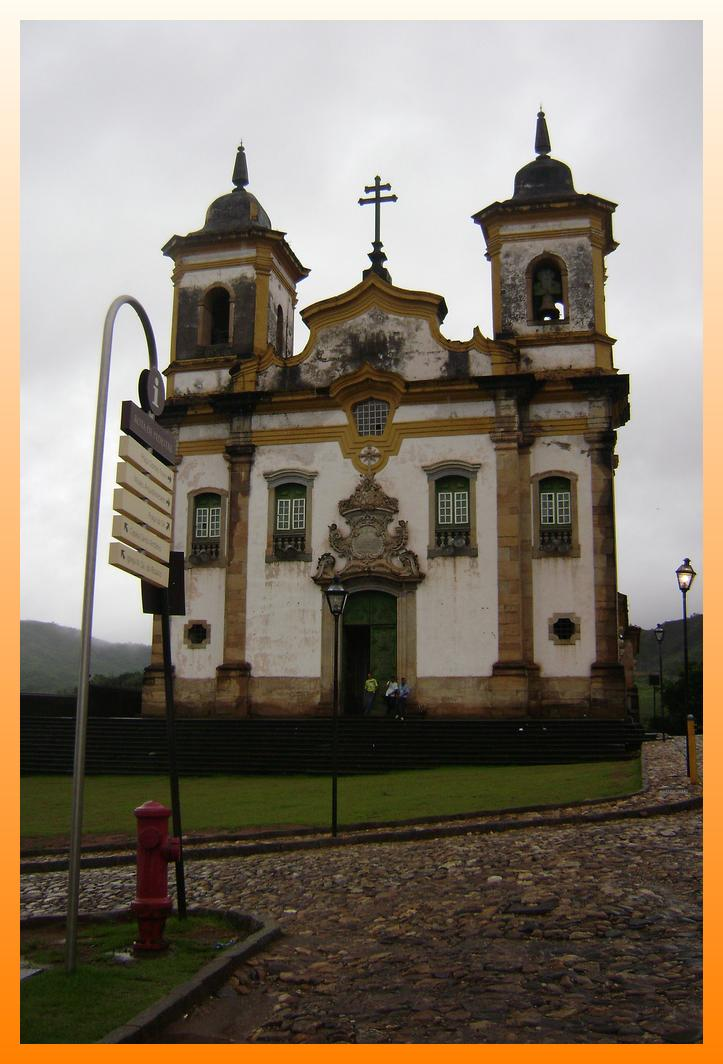